# Golconda

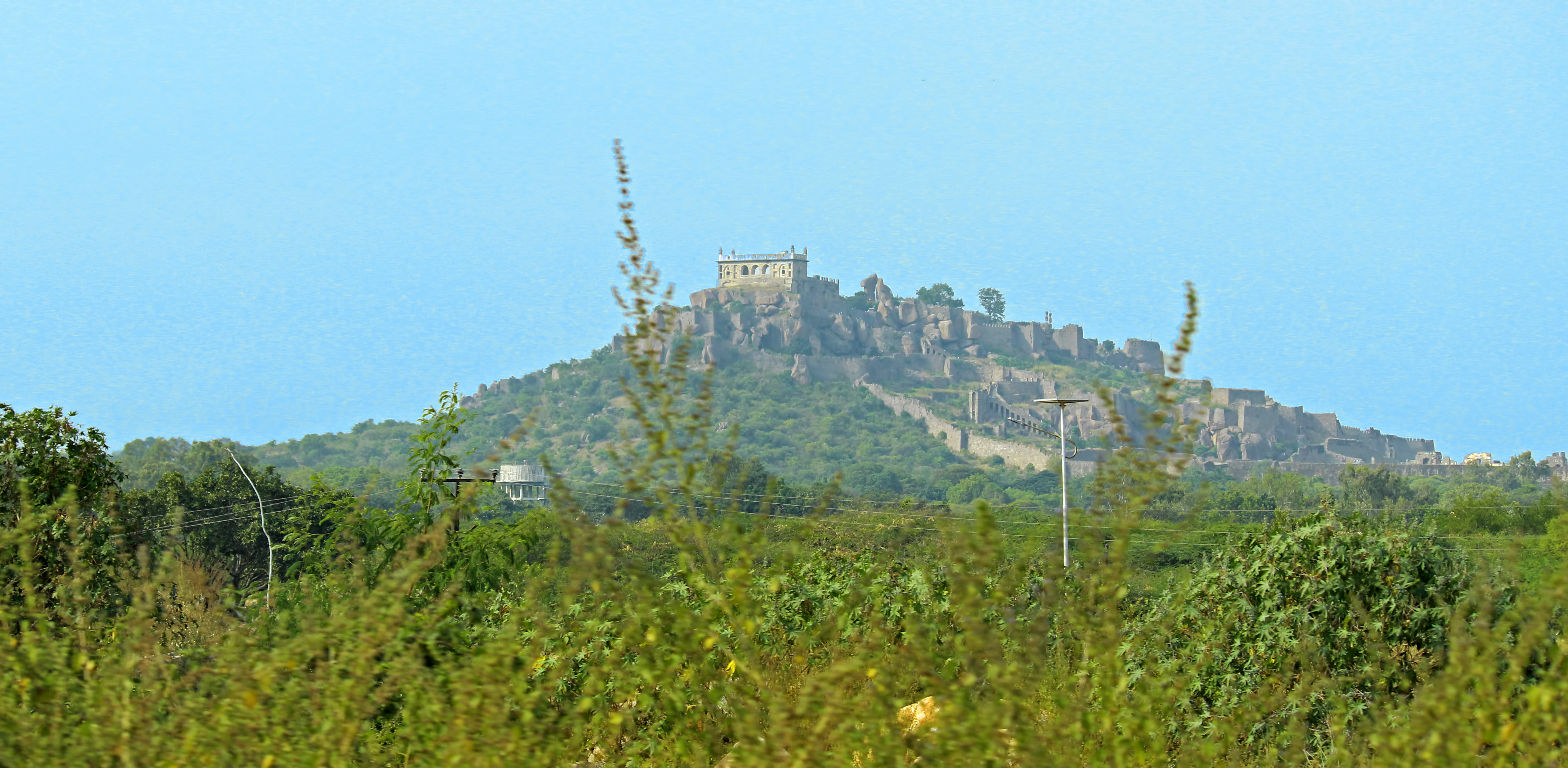
Forte de Golconda

Golconda é uma cidade e fortaleza em ruínas da região central da Índia conhecida por seus tesouros, situada a 11 quilômetros de Hyderabad, no estado de Andhra Pradesh.
Tanto a cidade quanto a fortaleza estão construídas sobre uma colina de granito de 120 metros de altura. A origem do forte é do ano 1143, aproximadamente, quando a dinastía hindu dos Kakatiya governava a área. O nome deriva do termo telugú Golla Konda, que significa «colina do pastor».
Desde 1512, Golconda foi um reino independente até 1687, quando foi tomado pelas tropas do imperador Aurangzeb. A capital deste reino esteve situada em Golconda até que, finais do século XVI, foi trasladada a Hyderabad.
A maioria das construções que ainda são conservadas, são, aproximadamente, dos séculos XVI e XVII. Sua impressionante estrutura foi capaz de resistir as prolongadas ocupações por parte das tropas da Mongólia.
O conjunto de Golconda consiste em quatro fortes diferentes, com uma muralha exterior de 10 quilômetros de comprimento e 87 bastiões semi-circulares. Embora a maioria dos edifícios estejam na atualidade quase destruídos, a fortaleza acolhia outrora diversos palácios cujos restos ainda são visíveis. 
A entrada é realizada através da Porta da Vitória (Fateh Darwaza). 
Na conhecida "Grande Porta", a acústica permite ouvir uma palmada a um quilômetro de distância. Esta característica se utilizava para avisar aos habitantes do forte sobre os possíveis perigos. A cidade fortificada foi famosa no negócio do comércio dos diamantes devido às minas desta pedra preciosa que existem nos arredores.